# سکه‌های ریاست جمهوری آمریکا

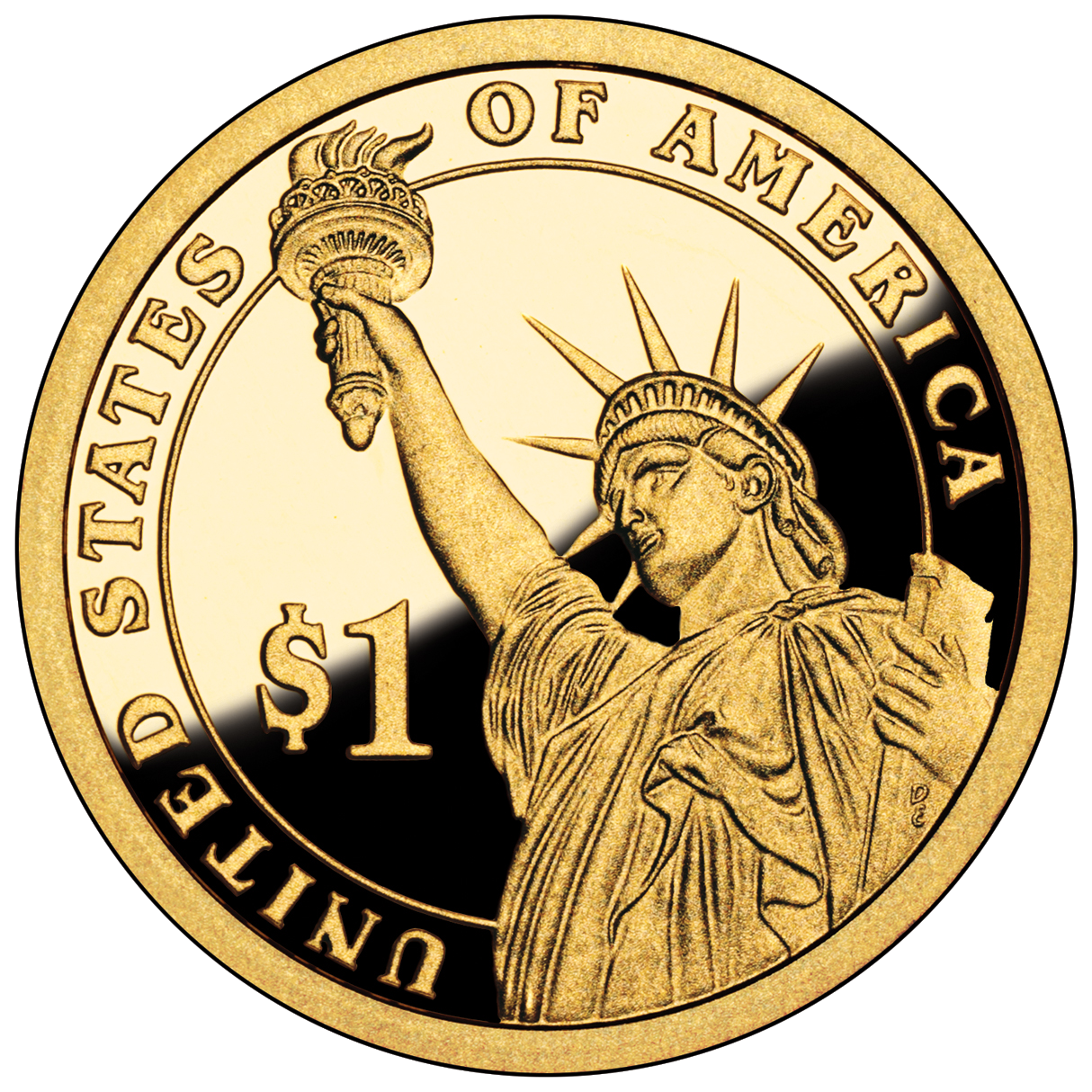
نقش مجسمه آزادی، تصویر ثابت سکه‌های سری ریاست جمهوری آمریکا

سکه‌های ریاست جمهوری آمریکا در راستای اجرای برنامه سکه یک دلاری $۱ ریاست جمهوری، بخشی از مصوبه کنگره Pub.L آمریکا است که در تاریخ ۲۲ دسامبر ۲۰۰۵ به تصویب رسید.
به موجب این قانون مقرر شد که تصویر تمامی رؤسای جمهور آمریکا بر روی سکه ۱ دلاری به صورت یادبودی حک گردیده و همچنین پرتره آنان می‌تواند بر روی هر شیء با ارزشی قرار گیرد.
هدف از این برنامه کمک به آموزش مردم در مورد شناخت هر چه بیشتر روسای جمهور کشور و تاریخ است. این برنامه۱۰ ساله بوده که هر سال به‌طور مرتب ۴ سکه از این سری ضرب می‌گردد و در سال ۲۰۱۶ به پایان خواهد رسد. تعداد رؤسای جمهور پیش بینی شده ۳۹ نفر است که آخرین آن رونالد ریگان خواهد بود.
تصویر ثابت این سری سکه‌های ۱ دلاری نقش نیم تنه مجسمه آزادی می‌باشد که برای انتقال پیام آزادی به تمامی جهان حک گردیده است.
اولین سکه از این سری با تصویر جورج واشنگتن اولین رئیس جمهور ایالات متحده آمریکا، در تاریخ ۱۵ فوریه ۲۰۰۷ منتشر و به افتخار روز رئیس جمهور، در ۱۹ فوریه در دسترس عموم قرار گرفت.

## مشخصات سکه‌ها
جزئیات سکه‌های ضرب شده و همچنین جدول برنامه‌ریزی شده در آینده به شرح زیر است:
| شماره ردیف | شماره رئیس جمهور | نام رئیس جمهور        | تاریخ انتشار      | ضرب دنور    | ضرب فیلادلفیا | جمع ضرابخانه‌ها | طرح و شمایل                    | سالهای خدمت |
| ---------- | ---------------- | --------------------- | ----------------- | ----------- | ------------- | -------------- | ------------------------------ | ----------- |
| ۱          | 1st              | جرج واشنگتن           | February 15, 2007 | ۱۶۳٬۶۸۰٬۰۰۰ | ۱۷۶٬۶۸۰٬۰۰۰   | 340,360,000    | Washington dollar              | ۱۷۸۹–۱۷۹۷   |
| ۲          | 2nd              | جان ادامز             | May 17, 2007      | ۱۱۲٬۱۴۰٬۰۰۰ | ۱۱۲٬۴۲۰٬۰۰۰   | 224,560,000    | John Adams dollar              | ۱۷۹۷–۱۸۰۱   |
| ۳          | 3rd              | توماس جفرسون          | August 16, 2007   | ۱۰۲٬۸۱۰٬۰۰۰ | ۱۰۰٬۸۰۰٬۰۰۰   | 203,610,000    | Jefferson dollar               | ۱۸۰۱–۱۸۰۹   |
| ۴          | 4th              | جیمز مدیسون           | November 15, 2007 | ۸۷٬۷۸۰٬۰۰۰  | ۸۴٬۵۶۰٬۰۰۰    | 172,340,000    | Madison dollar                 | ۱۸۰۹–۱۸۱۷   |
| ۵          | 5th              | جیمز مونرو            | February 14, 2008 | ۶۰٬۲۳۰٬۰۰۰  | ۶۴٬۲۶۰٬۰۰۰    | 124,490,000    | Monroe dollar                  | ۱۸۱۷–۱۸۲۵   |
| ۶          | 6th              | جان کوئینسی آدامز     | May 15, 2008      | ۵۷٬۷۲۰٬۰۰۰  | ۵۷٬۵۴۰٬۰۰۰    | 115,260,000    | John Quincy Adams dollar       | ۱۸۲۵–۱۸۲۹   |
| ۷          | 7th              | اندرو جکسون           | August 14, 2008   | ۶۱٬۰۷۰٬۰۰۰  | ۶۱٬۱۸۰٬۰۰۰    | 122,250,000    | Jackson dollar                 | ۱۸۲۹–۱۸۳۷   |
| ۸          | 8th              | مارتین ون بورن        | November 13, 2008 | ۵۱٬۵۲۰٬۰۰۰  | ۵۰٬۹۶۰٬۰۰۰    | 102,480,000    | Van Buren dollar               | ۱۸۳۷–۱۸۴۱   |
| ۹          | 9th              | ویلیام هنری هریسون    | February 19, 2009 | ۴۳٬۲۶۰٬۰۰۰  | ۵۵٬۱۶۰٬۰۰۰    | 98,420,000     | William Henry Harrison dollar  | ۱۸۴۱        |
| ۱۰         | 10th             | جان تیلور             | May 21, 2009      | ۴۳٬۵۴۰٬۰۰۰  | ۴۳٬۵۴۰٬۰۰۰    | 87,080,000     | Tyler dollar                   | ۱۸۴۱–۱۸۴۵   |
| ۱۱         | 11th             | جیمز پولک             | August 20, 2009   | ۴۱٬۷۲۰٬۰۰۰  | ۴۶٬۶۲۰٬۰۰۰    | 88,340,000     | Polk dollar                    | ۱۸۴۵–۱۸۴۹   |
| ۱۲         | 12th             | زاخاری تیلور          | November 19, 2009 | ۳۶٬۶۸۰٬۰۰۰  | ۴۱٬۵۸۰٬۰۰۰    | 78,260,000     | Taylor dollar                  | ۱۸۴۹–۱۸۵۰   |
| ۱۳         | 13th             | میلارد فیلمور         | February 18, 2010 | ۳۶٬۹۶۰٬۰۰۰  | ۳۷٬۵۲۰٬۰۰۰    | 74,480,000     | Fillmore dollar                | ۱۸۵۰–۱۸۵۳   |
| ۱۴         | 14th             | فرانکلین پیرس         | May 20, 2010      | ۳۸٬۲۲۰٬۰۰۰  | ۳۸٬۳۶۰٬۰۰۰    | 76,580,000     | Pierce dollar                  | ۱۸۵۳–۱۸۵۷   |
| ۱۵         | 15th             | جیمز بیوکنن           | August 19, 2010   | ۳۶٬۵۴۰٬۰۰۰  | ۳۶٬۸۲۰٬۰۰۰    | 73,360,000     | Buchanan dollar                | ۱۸۵۷–۱۸۶۱   |
| ۱۶         | 16th             | آبراهام لینکن         | November 18, 2010 | ۴۸٬۰۲۰٬۰۰۰  | ۴۹٬۰۰۰٬۰۰۰    | 97,020,000     | Lincoln dollar                 | ۱۸۶۱–۱۸۶۵   |
| ۱۷         | 17th             | اندرو جانسون          | February 17, 2011 | ۳۷٬۱۰۰٬۰۰۰  | ۳۵٬۵۶۰٬۰۰۰    | 72,660,000     | A. Johnson dollar              | ۱۸۶۵–۱۸۶۹   |
| ۱۸         | 18th             | یولیسیز سایمن گرانت   | May 19, 2011      | ۳۷٬۹۴۰٬۰۰۰  | ۳۸٬۰۸۰٬۰۰۰    | 76,020,000     | Grant dollar                   | ۱۸۶۹–۱۸۷۷   |
| ۱۹         | 19th             | رادرفورد بیرچارد هیز  | August 18, 2011   | ۳۶٬۸۲۰٬۰۰۰  | ۳۷٬۶۶۰٬۰۰۰    | 74,480,000     | Hayes dollar                   | ۱۸۷۷–۱۸۸۱   |
| ۲۰         | 20th             | جیمز آبرام گارفیلد    | November 17, 2011 | ۳۷٬۱۰۰٬۰۰۰  | ۳۷٬۱۰۰٬۰۰۰    | 74,200,000     | Garfield dollar                | ۱۸۸۱        |
| ۲۱         | 21st             | چستر آلن آرتور        | February 5, 2012  | ۴٬۰۶۰٬۰۰۰   | ۶٬۰۲۰٬۰۰۰     | 10,080,000     | Arthur dollar                  | ۱۸۸۱–۱۸۸۵   |
| ۲۲         | 22nd             | استیون گراور کلیولند  | May 25, 2012      | ۴٬۰۶۰٬۰۰۰   | ۵٬۴۶۰٬۰۰۰     | 9,520,000      | Cleveland 1st Term dollar      | ۱۸۸۵–۱۸۸۹   |
| ۲۳         | 23rd             | بنجامین هریسون        | August 16, 2012   | ۴٬۲۰۰٬۰۰۰   | ۵٬۶۴۰٬۰۰۱     | 9,840,001      | Benjamin Harrison dollar       | ۱۸۸۹–۱۸۹۳   |
| ۲۴         | 24th             | استیون گراور کلیولند  | November 15, 2012 | ۳٬۹۲۰٬۰۰۰   | ۱۰٬۶۸۰٬۰۰۰    | 14,600,000     | Cleveland 2nd Term dollar      | ۱۸۹۳–۱۸۹۷   |
| ۲۵         | 25th             | ویلیام مک کینلی       | February 19, 2013 | ۳٬۳۶۵٬۱۰۰   | ۴٬۷۶۰٬۰۰۰     | 8,125,100      | McKinley dollar                | ۱۸۹۷–۱۹۰۱   |
| ۲۶         | 26th             | تئودور روزولت         | April 11, 2013    | ۳٬۹۲۰٬۰۰۰   | ۵٬۳۱۰٬۷۰۰     | 9,230,700      | Theodore Roosevelt dollar      | ۱۹۰۱–۱۹۰۹   |
| ۲۷         | 27th             | ویلیام هوارد تافت     | July 9, 2013      | ۳٬۳۶۰٬۰۰۰   | ۴٬۷۶۰٬۰۰۰     | 8,120,000      | Taft dollar                    | ۱۹۰۹–۱۹۱۳   |
| ۲۸         | 28th             | توماس وودرو ویلسون    | October 17, 2013  | ۳٬۳۶۰٬۰۰۰   | ۴٬۶۲۰٬۰۰۰     | 7,980,000      | Woodrow Wilson dollar          | ۱۹۱۳–۱۹۲۱   |
| ۲۹         | 29th             | وارن گامالیل هاردینگ  | February 6, 2014  | ۳٬۷۸۰٬۰۰۰   | ۶٬۱۶۰٬۰۰۰     | 9,940,000      | Warren Harding dollar          | ۱۹۲۱–۱۹۲۳   |
| ۳۰         | 30th             | جان کالوین کولیج      | April 10, 2014    | ۳٬۷۸۰٬۰۰۰   | ۴٬۴۸۰٬۰۰۰     | 8,260,000      | Calvin Coolidge dollar         | ۱۹۲۳–۱۹۲۹   |
| ۳۱         | 31st             | هربرت هوور            | June 19, 2014     | ۳٬۷۸۰٬۰۰۰   | ۴٬۴۸۰٬۰۰۰     | 8,260,000      | Herbert Hoover dollar          | ۱۹۲۹–۱۹۳۳   |
| ۳۲         | 32nd             | فرانکلین دلانو روزولت | August 28, 2014   | ۳٬۹۲۰٬۰۰۰   | ۴٬۷۶۰٬۰۰۰     | 8,680,000      | Franklin Roosevelt dollar      | ۱۹۳۳–۱۹۴۵   |
| ۳۳         | 33rd             | هری اس ترومن          | February 5, 2015  | ۳٬۳۶۰٬۰۰۰   | ۴٬۹۰۰٬۰۰۰     | ۸٬۲۶۰٬۰۰۰      | Harry S. Truman dollar         | ۱۹۴۵–۱۹۵۳   |
| ۳۴         | 34th             | دوایت آیزنهاور        | April 13, 2015    | ۳٬۳۶۰٬۰۰۰   | ۴٬۹۰۰٬۰۰۰     | ۸٬۲۶۰٬۰۰۰      | Eisenhower Presidential dollar | ۱۹۵۳–۱۹۶۱   |
| ۳۵         | 35th             | جان اف کندی           | ۲۰۱۵              | N/A         | N/A           | N/A            | Kennedy Presidential dollar    | ۱۹۶۱–۱۹۶۳   |
| ۳۶         | 36th             | لیندون بنیز جانسون    | ۲۰۱۵              | N/A         | N/A           | N/A            | L. Johnson dollar              | ۱۹۶۳–۱۹۶۹   |
| ۳۷         | 37th             | ریچارد نیکسون         | ۲۰۱۶              | N/A         | N/A           | N/A            | N/A                            | ۱۹۶۹–۱۹۷۴   |
| ۳۸         | 38th             | [[جرالد فورد قیمت]]   | ۲۰۱۶              | N/A         | N/A           | N/A            | N/A                            | ۱۹۷۴–۱۹۷۷   |
| †          | 39th             | جیمی کارتر            |                   |             |               |                |                                | ۱۹۷۷–۱۹۸۱   |
| ۳۹         | 40th             | رونالد ریگان          | ۲۰۱۶              | N/A         | N/A           | N/A            | N/A                            | ۱۹۸۱–۱۹۸۹   |
| †          | 41st             | جورج هربرت واکر بوش   |                   |             |               |                |                                | ۱۹۸۹–۱۹۹۳   |
| †          | 42nd             | بیل کلینتون           |                   |             |               |                |                                | ۱۹۹۳–۲۰۰۱   |
| †          | 43rd             | جرج دبلیو بوش         |                   |             |               |                |                                | ۲۰۰۱–۲۰۰۹   |
| †          | 44th             | باراک اوباما          |                   |             |               |                |                                | ۲۰۰۹–       |

† — تبصره قانونی: ضرب سکه با تصویر روسای جمهور تا وقتی که در قید حیات باشند برای جلوگیری از تبلیغات انتخاباتی و سوء استفاده‌های شخصی ممنوع می‌باشد و باید حداقل دو سال از فوت آنان گذشته باشد.

## برنامه سکه‌های بانوی اول
همچنین برنامه دیگری برای ضرب سکه با تصویر همسران این رؤسای جمهور که در زمان تصدی پست ریاست جمهوری، نقش بانوی اول و همراه را داشتند در حال اجراست.
- فهرست بانوان اول آمریکا

جنس این سکه‌ها از طلا با عیار ۹۹۹۹/. و به وزن نیم اونس و با ارزش اسمی ۱۰ دلار می‌باشد که به شرح جدول زیر است:
| ردیف # | بانوی اول # | نام                        | تاریخ انتشار      | ارزش بانکی | تعداد ضرب | طرح روی سکه                          | طرح پشت سکه | سالهای خدمت |
| ------ | ----------- | -------------------------- | ----------------- | ---------- | --------- | ------------------------------------ | ----------- | ----------- |
| ۱      | ۱           | مارتا واشنگتن              | June 19, 2007     | $۴۲۹٫۹۵    | نامشخص    |                                      |             | ۱۷۸۹–۱۷۹۷   |
| ۲      | ۲           | ابیگیل آدامز               | June 19, 2007     | $۴۲۹٫۹۵    | N/A       |                                      |             | ۱۷۹۷–۱۸۰۱   |
| ۳      | ۳           | توماس جفرسون طرح Liberty   | August 30, 2007   | $۴۲۹٫۹۵    | N/A       |                                      |             | ۱۸۰۱–۱۸۰۹   |
| ۴      | ۴           | دالی مدیسون                | November 19, 2007 | $۵۲۹٫۹۵    | N/A       |                                      |             | ۱۸۰۹–۱۸۱۷   |
| ۵      | ۵           | الیزابت مونرو              | February 28, 2008 | $۶۱۹٫۹۵*   | N/A       |                                      |             | ۱۸۱۷–۱۸۲۵   |
| ۶      | ۶           | لوئیزا آدامز               | May 29, 2008      | $۶۱۹٫۹۵*   | N/A       |                                      |             | ۱۸۲۵–۱۸۲۹   |
| ۷      | ۷           | اندرو جکسون طرح Liberty    | August 28, 2008   | $۶۱۹٫۹۵*   | N/A       |                                      |             | ۱۸۲۹–۱۸۳۷   |
| ۸      | ۸           | مارتین ون بورن طرح Liberty | November 25, 2008 | $۵۴۹٫۹۵    | N/A       |                                      |             | ۱۸۳۷–۱۸۴۱   |
| ۹      | ۹           | آنا هرسیون                 | March 5, 2009     | $۶۲۹٫۰۰    | N/A       |                                      |             | ۱۸۴۱        |
| ۱۰     | ۱۰          | لتیتیا کریستین تایلر       | July 2, 2009      | N/A        | N/A       |                                      |             | ۱۸۴۱–۱۸۴۲   |
| 10A    | 10A         | جولیا گاردینر تایلر        | August 6, 2009    | N/A        | N/A       |                                      |             | ۱۸۴۴–۱۸۴۵   |
| ۱۱     | ۱۱          | سارا پولک                  | September 3, 2009 | N/A        | N/A       |                                      |             | ۱۸۴۵–۱۸۴۹   |
| ۱۲     | ۱۲          | مارگارت تیلور              | December 3, 2009  | N/A        | N/A       |                                      |             | ۱۸۴۹–۱۸۵۰   |
| ۱۳     | ۱۳          | ابیگیل فیلمور              | March 18, 2010    | N/A        | N/A       |                                      |             | ۱۸۵۰–۱۸۵۳   |
| ۱۴     | ۱۴          | جین پیرس                   | June 3, 2010      | N/A        | N/A       |                                      |             | ۱۸۵۳–۱۸۵۷   |
| ۱۵     | ۱۵          | جیمز بیوکنن طرح Liberty    | September 2, 2010 | N/A        | N/A       |                                      |             | ۱۸۵۷–۱۸۶۱   |
| ۱۶     | ۱۶          | مری تاد لینکلن             | December 2, 2010  | N/A        | N/A       |                                      |             | ۱۸۶۱–۱۸۶۵   |
| ۱۷     | ۱۷          | الیزا مک کاردل جانسون      | May 5, 2011       | N/A        | N/A       |                                      |             | ۱۸۶۵–۱۸۶۹   |
| ۱۸     | ۱۸          | جولیا گرنت                 | June 23, 2011     | N/A        | N/A       |                                      |             | ۱۸۶۹–۱۸۷۷   |
| ۱۹     | ۱۹          | لوسی وب هیز                | September 1, 2011 | N/A        | N/A       |                                      |             | ۱۸۷۷–۱۸۸۱   |
| ۲۰     | ۲۰          | لوکرتیا گارفیلد            | December 1, 2011  | N/A        | N/A       |                                      |             | ۱۸۸۱        |
| ۲۱     | ۲۱          | آلیس پائول                 | October 12, 2012  | N/A        | N/A       |                                      |             | N/A †       |
| ۲۲     | ۲۲          | فرانسیس فولسوم کلیولند     | November 15, 2012 | N/A        | N/A       |                                      |             | ۱۸۸۶–۱۸۸۹   |
| ۲۳     | ۲۳          | کارولین هریسون             | December 6, 2012  | N/A        | N/A       |                                      |             | ۱۸۸۹–۱۸۹۲   |
| ۲۴     | ۲۴          | فرانسیس کلیولند            | December 20, 2012 | N/A        | N/A       |                                      |             | ۱۸۹۳–۱۸۹۷   |
| ۲۵     | ۲۵          | آیدا ساکستون مک کینلی      | November 14, 2013 | N/A        | N/A       |                                      |             | ۱۸۹۷–۱۹۰۱   |
| ۲۶     | ۲۶          | ادیت روزولت                | November 21, 2013 | N/A        | N/A       |                                      |             | ۱۹۰۱–۱۹۰۹   |
| ۲۷     | ۲۷          | هلن هرون تافت              | December 2, 2013  | N/A        | N/A       |                                      |             | ۱۹۰۹–۱۹۱۳   |
| ۲۸     | ۲۸          | الن لوئیز ویلسون           | December 9, 2013  | N/A        | N/A       |                                      |             | ۱۹۱۳–۱۹۱۴   |
| 28A    | 28A         | ادیت بولینگ ویلسون         | December 16, 2013 | N/A        | N/A       |                                      |             | ۱۹۱۵–۱۹۲۱   |
| ۲۹     | ۲۹          | فلورنس هاردینگ             | July 10, 2014     | N/A        | N/A       |                                      |             | ۱۹۲۱–۱۹۲۳   |
| ۳۰     | ۳۰          | گریس کولیج                 | July 17, 2014     | N/A        | N/A       |                                      |             | ۱۹۲۳–۱۹۲۹   |
| ۳۱     | ۳۱          | لو هنری هوور               | August 14, 2014   | N/A        | N/A       | پرونده:2014 FS-Hoover Unc O 2000.jpg |             | ۱۹۲۹–۱۹۳۳   |
| ۳۲     | ۳۲          | النور روزولت               | September 4, 2014 | N/A        | N/A       |                                      |             | ۱۹۳۳–۱۹۴۵   |
| ۳۳     | ۳۳          | بس والاس ترومن             | April 16, 2015    | N/A        | N/A       | N/A                                  | N/A         | ۱۹۴۵–۱۹۵۳   |
| ۳۴     | ۳۴          | میمی آیزنهاور              | ۲۰۱۵              | N/A        | N/A       | N/A                                  | N/A         | ۱۹۵۳–۱۹۶۱   |
| ۳۵     | ۳۵          | ژاکلین کندی اوناسیس        | ۲۰۱۵              | N/A        | N/A       | N/A                                  | N/A         | ۱۹۶۱–۱۹۶۳   |
| ۳۶     | ۳۶          | لیدی برد جانسون            | ۲۰۱۵              | N/A        | N/A       | N/A                                  | N/A         | ۱۹۶۳–۱۹۶۹   |
| ۳۷     | ۳۷          | پت نیکسون                  | ۲۰۱۶              | N/A        | N/A       | N/A                                  | N/A         | ۱۹۶۹–۱۹۷۴   |
| ۳۸     | ۳۸          | بتی فورد                   | ۲۰۱۶              | N/A        | N/A       | N/A                                  | N/A         | ۱۹۷۴–۱۹۷۷   |
| ‡      | ۳۹          | روزالین کارتر              | ‡                 |            |           |                                      |             | ۱۹۷۷–۱۹۸۱   |
| ۳۹     | ۴۰          | نانسی ریگان                | ۲۰۱۶              | N/A        | N/A       | N/A                                  | N/A         | ۱۹۸۱–۱۹۸۹   |
| ‡      | ۴۱          | باربارا بوش                | ‡                 |            |           |                                      |             | ۱۹۸۹–۱۹۹۳   |
| ‡      | ۴۲          | هیلاری کلینتون             | ‡                 |            |           |                                      |             | ۱۹۹۳–۲۰۰۱   |
| ‡      | ۴۳          | لورا بوش                   | ‡                 |            |           |                                      |             | ۲۰۰۱–۲۰۰۹   |
| ‡      | ۴۴          | میشل اوباما                | ‡                 |            |           |                                      |             | ۲۰۰۹ -      |